# Presbytère
Il Presbytère è un edificio storico nel quartiere francese di New Orleans, in Louisiana. Si trova di fronte a Jackson Square, adiacente alla Cattedrale di St. Louis. Costruito nel 1791 come struttura coordinata con il Cabildo, che fiancheggia la cattedrale sull'altro lato, è uno dei migliori esempi di architettura coloniale spagnola formale (con molti elementi neo-rinascimentali). È stato designato monumento storico nazionale nel 1970 ed è ora di proprietà del Louisiana State Museum.
L'edificio è stato dichiarato monumento storico nazionale nel 1970

## Descrizione
Il Presbytère si trova sul lato nord-est di Jackson Square, tra la cattedrale e St. Ann Street. Si tratta di un edificio in mattoni a due piani, originariamente costruito con un tetto piano che aveva una balaustra sormontata da urne. Il suo piano terra ha un portico aperto a nove campate di archi ellittici, con angoli a pilastro. Anche il livello superiore presenta aperture ad arco, tutte articolate da lesene, con finestre. Le tre campate centrali su entrambi i livelli hanno colonne su entrambi i lati e sono sormontate da un frontone a due spioventi. Nel 1847 fu aggiunto un tetto a mansarda con abbaini, sormontato da una cupola a lamelle.

## Storia
Il Presbytère fu progettato nel 1791 dal francese Gilberto Guillemard per abbinarsi al Cabildo, o municipio, sull'altro lato della Cattedrale di St. Louis. Nel 1798 solo il primo piano era stato completato e il secondo non fu completato fino al 1813. Originariamente chiamata Casa Curial ('Casa Ecclesiastica'), il suo nome deriva dal fatto che fu costruita sul precedente sito della residenza dei frati cappuccini e del presbiterio. Sebbene destinato a ospitare il clero, non è mai stato utilizzato come residenza religiosa. L'edificio inizialmente fu utilizzato per scopi commerciali fino al 1834, quando fu utilizzato dalla Corte Suprema della Louisiana.
Nel 1853, la chiesa vendette il Presbytère alla città e nel 1908 questa lo vendette allo stato. Nel 1911 entrò a far parte del Louisiana State Museum. È stato dichiarato monumento storico nazionale nel 1970.
Vista di Jackson Square, la Cattedrale è l'edificio centrale, con il Cabildo a sinistra e il Presbiterio a destra.
Nel 2005, la cupola è stata sostituita in quanto distrutta dall'uragano di New Orleans del 1915.